# Elliot Humberto Kavee
Elliot Humberto Kavee is een Amerikaanse jazzmuzikant (drums, cello), componist en acteur.

## Biografie
Kavee is lid van verschillende bands. Zo is hij naast de pianist Vijay Iyer en de saxofonist Aaron Stewart co-leader van de band Fieldwork. Met de band van Omar Sosa werkte hij een zes jaar durende wereldtournee af en nam hij vier albums op. Met de saxofonist Francis Wong nam hij meer dan een dozijn albums op, die meerdere Grammy Award-nominaties kregen.
Daarnaast is hij lid van het kwartet van Rudresh Mahanthappas, Henry Threadgills Zooid, de band Frame (met Eric Crystal, Dave Macnab en Hillel Familant) en het Club Foot Orchestra en werkte hij als sideman o.a. met Joseph Jarman, Steve Coleman, Don Cherry, Cecil Taylor, Ben Goldberg, John Tchicai, Glenn Horiuchi, Elliott Sharp, Tim Berne en Jon Jang. Sinds 1995 bracht hij een reeks albums uit als orkestleider, die meestal verschenen bij Eliasound.
Bovendien was Kavee als artiest, componist, auteur en muzikaal leider lid van de San Francisco Mime Troupe. Hij kreeg hier de Drama-Logue Award. Hij componeerde ook film-, televisie- en toneelmuziek.

## Discografie
- 1995: Lament of Absalom met William Roper, Francis Wong
- 1996: Duets 1 met Francis Wong
- 1996: elliot humberto kavee, Soloalbum
- 1997: Pariah met Ben Goldberg, Francis Wong
- 1997: Eavesdroppin’ met Graham Connah, Trevor Dunn, Rob Sudduth
- 1997: White House Tape
- 1997: elLIot kaVEe
- 1998: Sangre met Ben Goldberg, Francis Wong
- 1998: Robert Is Fourty
- 1999: here's how it happened met Nathan Hanson
- 1999: Live at The Internet Cafe
- 1999: Live in France
- 2000: Full Circle met Francis Wong, Nathan Hanson, Trevor Dunn

- Gemeinsame Normdatei: 135494885
- International Standard Name Identifier: 0000 0000 4368 4562
- Library of Congress Control Number: no00046924
- MusicBrainz: 34cab897-17e1-4865-b9f2-7382fd6bcfb1
- Nationale Bibliotheek van Israël: 987007352680605171
- Virtual International Authority File: 479149106205968491621